# العودة إلى المستقبل
العودة إلى المستقبل (بالإنجليزية: Back to the Future)‏، هو فيلم خيال علمي ومغامرة وكوميديا أمريكي أنتج سنة 1985 من إخراج روبرت زيميكس الذي كتبه مع بوب غيل. الفيلم من بطولة مايكل جي فوكس وكرستوفر لويد. حقق الفيلم نجاح تجاري كبير ولاقى استحسان النقاد. أدى النجاح التجاري للفيلم إلى إنتاج العودة إلى المستقبل 2 (1989) والعودة إلى المستقبل 3 (1990).

## القصة
القصة تتبع المراهق مارتي مكفلاي الذي يرجع بالزمن إلى سنة 1955 وهناك يقابل والديه المستقبليين ويتسبب بدون قصد في أن تقع والدته في حبه. يحاول مارتي إصلاح هذا الخطأ التاريخي عن طريق جعل والديه يقعان في حب بعضهما وفي نفس الوقت يحاول إيجاد طريقة للرجوع إلى حاضره في سنة 1985، وذلك بمساعدة أحد الدكاترة.

## اقرأ أيضاً
- تأثير فلورنس نايتينجيل

## وصلات خارجية
- العودة إلى المستقبل على موقع IMDb (الإنجليزية)
- العودة إلى المستقبل على موقع ميتاكريتيك (الإنجليزية)
- العودة إلى المستقبل على موقع الموسوعة البريطانية (الإنجليزية)
- العودة إلى المستقبل على موقع روتن توميتوز (الإنجليزية)
- العودة إلى المستقبل على موقع نتفليكس (الإنجليزية)
- العودة إلى المستقبل على موقع قاعدة بيانات الأفلام العربية
- العودة إلى المستقبل على موقع ألو سيني (الفرنسية)
- العودة إلى المستقبل على موقع Turner Classic Movies (الإنجليزية)
- العودة إلى المستقبل على موقع أول موفي (الإنجليزية)
- العودة إلى المستقبل على موقع بوكس أوفيس موجو (الإنجليزية)